# Tiburones Rojos de Veracruz Femenil
Tiburones Rojos de Veracruz Femenil o Tiburonas rojas fue un equipo de fútbol femenil que participaba en la Primera División Femenil de México. Era la rama femenil de Tiburones Rojos de Veracruz

## Historia
El equipo fue fundado en 2017 de cara a la creación de la Liga MX Femenil, siendo uno de los equipos fundadores de la nueva competencia.
En 2019 el equipo desapareció tras la desafiliación de su contraparte masculina.

## Indumentaria

### Proveedor
| Período     | Proveedor |
| ----------- | --------- |
| 2017 – 2019 | Charly    |

## Plantilla y cuerpo técnico

### Destino posterior a la disolución
| Jugadora          | Posición      | Destino               |
| ----------------- | ------------- | --------------------- |
| Zitlalli Gazga    | Portera       | Retiro                |
| Monique Burgess   | Defensa       | Cruz Azul Fútbol Club |
| Citlalli Valencia | Defensa       | Club Puebla           |
| Isela Osorio      | Defensa       | Club Santos Laguna    |
| Dayan Fuentes ⌂   | Mediocampista | Club Necaxa           |
| Karla Estala      | Defensa       | Deportivo Toluca      |
| Liliana Hernández | Delantera     | Monarcas Morelia      |
| Brenda García     | Mediocampista | Retiro                |
| Daniela Osorio    | Delantera     | Retiro                |
| Magaly Cortés ⌂   | Delantera     | Deportivo Toluca      |
| Valeria Lagunes   | Mediocampista | Club León             |
| María Ayala       | Portera       | Monarcas Morelia      |
| Natalia Penagos ⌂ | Delantera     | Club León             |

| Jugadora            | Posición      | Destino               |
| ------------------- | ------------- | --------------------- |
| Cassandra Montero ⌂ | Delantera     | Mazatlán Fútbol Club  |
| Daniela Dávila      | Mediocampista | Retiro                |
| Fernanda Torrijos   | Delantera     | Retiro                |
| Jessica Suárez      | Mediocampista | Retiro                |
| Emily Macías        | Mediocampista | Retiro                |
| Cheyli Almejo       | Mediocampista | Retiro                |
| Aida Valencia       | Defensa       | Retiro                |
| Roxana Torres       | Delantera     | Retiro                |
| Daniela Pinto       | Mediocampista | Retiro                |
| Danna Garita        | Portera       | Retiro                |
| Paloma Velázquez    | Mediocampista | Querétaro Fútbol Club |
| Abril Martínez      | Defensa       | Retiro                |

## Plantillas Importantes

### 11 Inicial en Liga
Las Tiburonas iniciaron su participación en la Liga MX Femenil el sábado 29 de julio de 2017, enfrentándose a Monarcas Morelia en el Estadio Morelos. Cayendo 2-1 en su debut, con gol a favor de Valeriana Cornejo al minuto 42.
| Alineación: - María Víctor - Citlalli Valencia - Paloma Velázquez - Valeriana Cornejo - Kenya García - Sugheiry Osorio - Dania Rivera - Natalia González - Sabrina Juárez - Lizette Ruíz - Miriam Oseguera - D.T. Melissa Núñez |  | M. Víctor C. Valencia P. Vlázquez V. Cornejo K. García S. Osorio D. Rivera N. González S. Juárez L. Ruíz M. Oseguera |

### Último Partido Profesional
Las rojas culmina su participación en la Liga MX Femenil el lunes 11 de noviembre de 2019, en el torneo Apertura 2019, enfrentándose a Monarcas Morelia en el Estadio Morelos. Cayendo 3-1 en su despedida, con gol a favor de Karla Estala al minuto 92.
| Alineación: - María Ayala - Monique Burguess - Isela Osorio - Karla Estala - Aida Valencia - Dayán Fuentes - Valeria Lagunes - Jessica Suárez - Paloma Velázquez - Liliana Hernández - Magaly Cortés - D.T. Rodolfo Vega |  | M. Ayala M. Burguess I. Osorio K. Estala A. Valencia D. Fuentes V. Lagunes J. Suárez P. Velázquez L. Hernández M. Cortés |

## Estadísticas

### Primera División
Actualizado al último partido disputado el: 11 de noviembre de 2019
| TORNEO        | PJ | PG | PE | PP | GF | GC  | DIF | PTS | POSICIÓN | LOGRO                      | EFE (%) |
| ------------- | -- | -- | -- | -- | -- | --- | --- | --- | -------- | -------------------------- | ------- |
| Apertura 2017 | 14 | 0  | 2  | 12 | 8  | 35  | -27 | 2   | 16.º     | –                          | 4.8     |
| Clausura 2018 | 14 | 5  | 3  | 6  | 10 | 19  | -9  | 18  | 9.º      | –                          | 42.9    |
| Apertura 2018 | 16 | 3  | 4  | 9  | 14 | 35  | -21 | 13  | 14.º     | –                          | 27.1    |
| Clausura 2019 | 16 | 5  | 2  | 9  | 10 | 24  | -14 | 17  | 12.º     | –                          | 35.4    |
| Apertura 2019 | 18 | 4  | 5  | 9  | 17 | 29  | -12 | 17  | 15.º     | –                          | 31.5    |
| Total         | 78 | 17 | 16 | 45 | 59 | 142 | -83 | 67  | 70       | 9.º lugar en clasificación | 28.6 %  |

## Goles históricos

### Goles en Liga
| Gol                                             | Fecha                   | Jugador                 | Rival            | Resultado | Notas               |
| ----------------------------------------------- | ----------------------- | ----------------------- | ---------------- | --------- | ------------------- |
| 1                                               | 29 de julio de 2017     | Valeriana Cornejo (42') | Monarcas Morelia | 2 - 1     | Primer gol en Liga. |
| 50                                              | 17 de agosto de 2019    | Brenda García (57')     | Club León        | 1 - 0     | Gol 50 en Liga.     |
| Último                                          | 11 de noviembre de 2019 | Karla Estala (92')      | Monarcas Morelia | 3 - 1     | Último gol en Liga. |
| Fecha de actualización: 11 de noviembre de 2019 |                         |                         |                  |           |                     |

## Máximas goleadoras

### Máximas goleadoras en liga
Actualizado al último partido disputado el: 11 de noviembre de 2019
| Pos | Nacionalidad | Nombre             | Goles |
| --- | ------------ | ------------------ | ----- |
| 1.º | México       | Liliana Hernández  | 13    |
| 2.º | México       | Ixzayana Viveros   | 5     |
| 3.º | México       | Zaira Ibeth Fortis | 4     |
| 4.º | México       | Alejandra Soriano  | 3     |
| 4.º | México       | Casandra Montero   | 3     |
| 4.º | México       | Magaly Cortés      | 3     |
| 4.º | México       | Nancy Ojeda        | 3     |
| 8.º | México       | Daniela Alcantar   | 2     |
| 8.º | México       | Paloma Velázquez   | 2     |
| 8.º | México       | Valeriana Cornejo  | 2     |
| 8.º | México       | Wendy Morales      | 2     |

| Máximas goleadoras en temporada regular                                          | Máximas goleadoras en temporada regular | Máximas goleadoras en temporada regular | Máximas goleadoras en temporada regular |
| Pos                                                                              | Nacionalidad                            | Nombre                                  | Goles                                   |
| -------------------------------------------------------------------------------- | --------------------------------------- | --------------------------------------- | --------------------------------------- |
| 1.º                                                                              | México                                  | Liliana Hernández                       | 13                                      |
| 2.º                                                                              | México                                  | Ixzayana Viveros                        | 5                                       |
| 3.º                                                                              | México                                  | Zaira Ibeth Fortis                      | 4                                       |
| 4.º                                                                              | México                                  | Alejandra Soriano                       | 3                                       |
| 4.º                                                                              | México                                  | Casandra Montero                        | 3                                       |
| 4.º                                                                              | México                                  | Magaly Cortés                           | 3                                       |
| 4.º                                                                              | México                                  | Nancy Ojeda                             | 3                                       |
| Máximas goleadoras en temporada regular                                          |                                         |                                         |                                         |
| Pos                                                                              | Nacionalidad                            | Nombre                                  | Goles                                   |
| El Club Deportivo Tiburones Rojos de Veracruz no tuvo participación en liguilla. |                                         |                                         |                                         |

### Máximas anotadoras por temporada
| Máximas anotadoras por temporada regular de liga | Máximas anotadoras por temporada regular de liga | Máximas anotadoras por temporada regular de liga |
| Torneo                                           | Jugadora                                         | Goles                                            |
| ------------------------------------------------ | ------------------------------------------------ | ------------------------------------------------ |
| Apertura 2017                                    | Liliana Hernández                                | 3                                                |
| Clausura 2018                                    | Ixzayana Viveros                                 | 3                                                |
| Apertura 2018                                    | Nancy Ojeda                                      | 3                                                |
| Clausura 2019                                    | Liliana Hernández                                | 4                                                |
| Apertura 2019                                    | Liliana Hernández                                | 6                                                |

| Máximas anotadoras por liguilla                                                  | Máximas anotadoras por liguilla | Máximas anotadoras por liguilla |
| Torneo                                                                           | Jugadora                        | Goles                           |
| -------------------------------------------------------------------------------- | ------------------------------- | ------------------------------- |
| El Club Deportivo Tiburones Rojos de Veracruz no tuvo participación en liguilla. |                                 |                                 |

## Entrenadores
Actualizado al último partido disputado el: 11 de noviembre de 2019
| Entrenador    | Temporada     | PJ | PG | PE | PP | TR | GF | GC  | DG  | PTS | POS                            | Resultado                      | EFE (%) |
| ------------- | ------------- | -- | -- | -- | -- | -- | -- | --- | --- | --- | ------------------------------ | ------------------------------ | ------- |
| Melissa Núñez | Apertura 2017 | 7  | 0  | 0  | 7  | 0  | 5  | 24  | -19 | 0   | Dejó el equipo en la Jornada 7 | Dejó el equipo en la Jornada 7 | 0       |
| Melissa Núñez | Total         | 7  | 0  | 0  | 7  | 0  | 5  | 24  | -19 | 0   | 7.º                            | 7.º                            | 0 %     |
| Rodolfo Vega  | Apertura 2017 | 7  | 0  | 2  | 5  | 0  | 3  | 11  | -8  | 2   | 16.º                           | Fase de grupos                 | 9.5     |
| Rodolfo Vega  | Clausura 2018 | 14 | 5  | 3  | 6  | 0  | 10 | 19  | -9  | 18  | 9.º                            | Fase de grupos                 | 42.9    |
| Rodolfo Vega  | Apertura 2018 | 16 | 3  | 4  | 9  | 0  | 14 | 35  | -21 | 13  | 14.º                           | Fase de grupos                 | 27.1    |
| Rodolfo Vega  | Clausura 2019 | 16 | 5  | 2  | 9  | 0  | 10 | 24  | -14 | 17  | 12.º                           | Fase de grupos                 | 35.4    |
| Rodolfo Vega  | Apertura 2019 | 18 | 4  | 5  | 9  | 0  | 17 | 29  | -12 | 17  | 15.º                           | Fase regular                   | 31.5    |
| Rodolfo Vega  | Total         | 71 | 17 | 16 | 38 | 0  | 54 | 118 | -64 | 67  | 13.º                           | Fase regular                   | 26.3 %  |